# 오데사 클리브랜드
오데사 클리브랜드(Odessa Cleveland, 1944년 3월 3일 ~ )는 미국의 배우, 텔레비전 배우, 영화배우이다.
루이지애나주에서 태어났다.

## 출연 작품

### 영화
- 조이에게 일어난 일 (1977, Something for Joey)

### 텔레비전
- 매시 (1972-75)